# Kennett (Missouri)
Kennett – miasto w Stanach Zjednoczonych, w stanie Missouri, siedziba administracyjna hrabstwa Dunklin.

## Urodzeni w Kennett
- Sheryl Crow – amerykańska piosenkarka
- Paul C. Jones – amerykański polityk, kongresman